# Johan Kievit

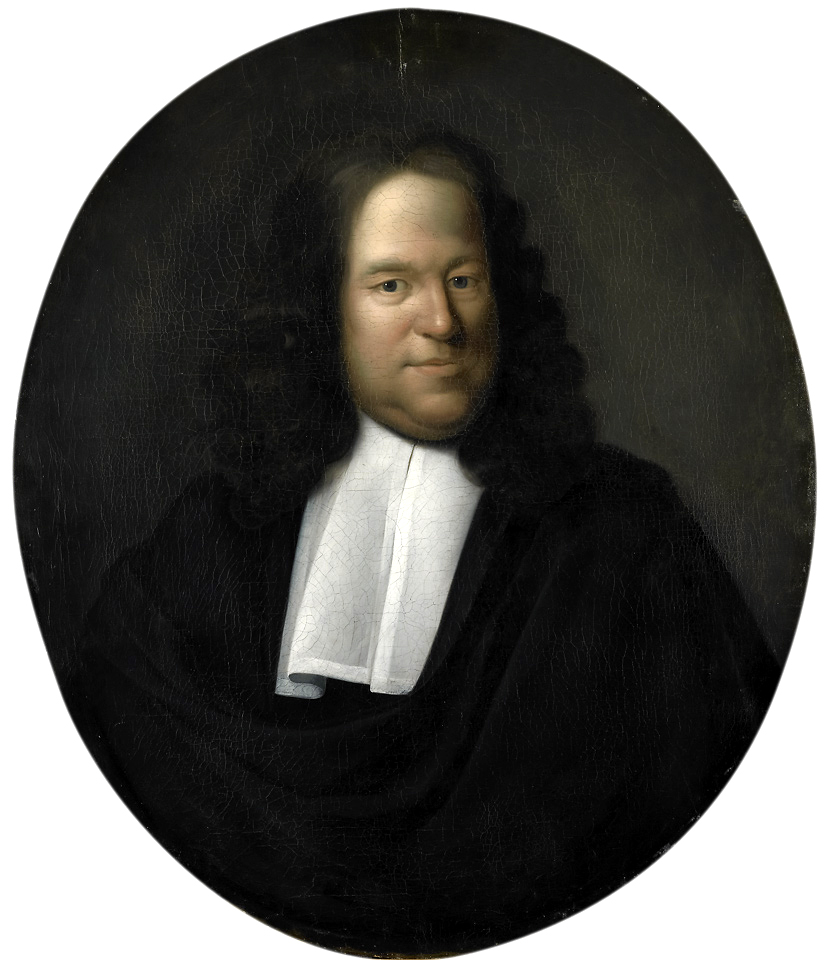
Johan Kievit

Baron Johan Kievit (* 1627; † 1692) war ein niederländischer Jurist und Politiker.

## Leben und Werk
Kievit stammte aus einer bekannten Rotterdamer Familie. 1653 heiratete er Alida Tromp, die Tochter des Admirals Maarten Tromp und Schwester von Cornelis Tromp. Er wurde Anwalt am Hof van Holland in Den Haag, bevor er in die Politik ging, 1659 Mitglied des Rates (Vroedschap) und 1664 Schepen von Rotterdam. Außerdem war er Gouverneur der Ostindienkompanie in Rotterdam. 1665 war er Bürgermeister, und 1666 wurde er Mitglied des Rats (Gecommitteerde Raden) der Provinzen Holland und West-Friesland (für Rotterdam). Er war ein Parteigänger der Oranier, die ihre Statthalterschaft aber unter der Regierung von Johan de Witt verloren hatten. 1666 verlor er seinen Posten im Rat von Holland, da er mit einem Pamphlet seinen Schwager Admiral Cornelis Tromp bezüglich seines Verhaltens in der Seeschlacht am St.-Jakobs-Tag verteidigte. Bald darauf wurde seine Beteiligung in der Buat-Verschwörung offenbar. Er konnte nach England fliehen, wurde aber in Abwesenheit zum Tode verurteilt. In England stand er bei König Karl II. in Gunst und wurde dadurch zum Baron ernannt. Er befasste sich mit der Planung von Ziegeleien und der Trockenlegung der Sümpfe bei Newmarket. Als Wilhelm III. 1672 wieder die Macht in den Niederlanden übernahm, kehrte er ebenfalls zurück und nahm an der Verschwörung zur Ermordung von Johan und Cornelis de Witt teil, wie auch sein Schwager Cornelis Tromp. Kievit wurde wieder Mitglied der Vroedschap und Pensionär der Stadt Rotterdam und bald darauf Steueranwalt der Admiralität in Rotterdam mit Oberaufsicht über die Zolleinnahmen. 1678 kaufte er ein Haus, in dem er ein Spielkasino einrichtete. Da ihm Bereicherung an den Zolleinnahmen vorgeworfen wurde, wurde er 1686 verhaftet und 1689 verbannt. Seine Tochter Debora, die mit dem Generalgouverneur der Ostindienkompanie in Batavia Cornelis Speelman verheiratet war, kauft ihn mit 20.000 Gulden vom Urteil frei, so dass er seinen Lebensabend in Rotterdam verbringen konnte. Seine Witwe musste sich 1695 an den Staat um Unterstützung wenden.